# Тютин, Алексей Яковлевич
Алексей Яковлевич Тютин — командир отделения автоматчиков моторизованного батальона 111-й танковой бригады (25-й танковый корпус, 13-я армия, 1-й Украинский фронт), старший сержант.

## Биография
Родился в крестьянской семье в селе Старое Щербинино Павловского уезда Нижегородской губернии (в настоящий момент Павловский район Нижегородской области). В 1939 году окончил 6 классов школы, работал шлифовщиком на заводе медицинских инструментов в Тумботино.
В сентябре 1942 года Павловским райвоенкоматом был призван в ряды Красной армии, с декабря 1942 года на фронтах Великой Отечественной войны. Воевал на Брянском фронте, с 24 ноября 1943 года на 1-м Украинском.
2 января 1944 года в боях по освобождению города Новоград-Волынский в Житомирской области Тютин в течение суток удерживал с бойцами позицию, отбитую у противника. В течение боёв уничтожил 7 солдат противника, затем ворвался в траншею противника и закрепил её за собой. Приказом по 25 танковому корпусу от 23 января 1944 года он был награждён орденом Славы 3-й степени.
15 февраля 1944 года в бою у населённого пункта Выгонка осколком вражеской мины был разбит автомат сержанта Тютина. Он не растерялся, а захватил винтовку противника и продолжал вести бой. Пулей оторвало 2 пальца, но, несмотря на ранение, он не ушёл с поля боя до отражения атаки. Прикаэом по 111-й танковой бригаде от 6 апреля 1944 года он был награждён орденом Красной Звезды.
В боях в Львовской области за село Ходовичи и станцию Будки Незнамовские на подступах ко Львову 16 — 17 июля 1944 года командир отделения автоматчиков старший сержант Тютин с отделением уничтожил около 10 солдати офицеров противника и нескольких взял в плен. Он со своим отделением в числе первых форсировал реку Западный Буг и прикрывал переправу остальных солдат. За 3 дня боёв уничтожил с отделением 29 солдат и офицеров противника, 17 взял в плен. Приказом по войскам фронта от 14 апреля 1945 года старший сержант Тютин был награждён орденом Славы 2-й степени.
Командир отделения автоматчиков старший сержант Тютин 2 февраля 1945 года во главе отделения автоматчиков скрытно проник в расположение противника в районе города Штайнау-ан-дер-Одер (ныне город Сьцинава в Польше), приблизившись к окопам противника на расстояние 10 метров поднял бойцов в атаку. В ходе рукопашного боя в траншее было уничтожено 9 солдат противника и захвачено 2 ручных пулемёта, которые применили против солдат противника, бежавших на помощь. Своими действиями он обеспечил занятие траншей, а затем и самого населённого пункта. Всего за время боя было уничтожено 30 солдат противника. Указом Президиума Верховного Совета СССР от 23 апреля 1945 года он был награждён орденом Славы 1-й степени.
В мае 1947 года демобилизовался. Жил в городе Горький, работал на заводе «Красное Сормово» диспетчером прокатного стана.
Скончался Алексей Яковлевич Тютин 24 октября 1975 года. Похоронен на кладбище «Копосово-Высоково».

## Память
- Похоронен на кладбище Копосово-Высоково.
- На доме, где он жил установлена мемориальная доска.